# Abbas Mirza

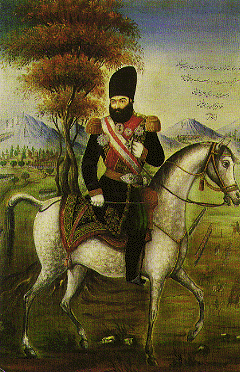
Abbas Mirza

Abbas Mirza (* 26. August 1789 in Navā/Mazandaran; † 25. Oktober 1833 in Maschhad), genannt auch „Nayeb-Saltaneh“ (auch Abbas Mirza Qajar, Nayeb ol Saltaneh oder Abbas Mirza Kadjar Nayeb-Soltaneh), war ein persischer Prinz und der zweite Sohn des Schahs von Persien Fath Ali (gestorben 1834). Dieser hatte ihn zum Thronfolger ernannt und damit die rechtmäßige Thronfolge seines älteren Bruders, Mohammed Ali Mirza, übergangen. Mohammed Alis Mutter stammte aus Georgien und war nicht vom Stamme der Kadscharen. Aus diesem Grund war er von der Thronfolge ausgeschlossen.

## Leben
Durch eigene Erfahrung von den Vorzügen der europäischen Zivilisation überzeugt, beschloss er, zunächst die Provinz Aserbaidschan, die er als Beglerbeg mit fast souveräner Macht verwaltete, und später ganz Persien zu reformieren. Mit Hilfe französischer und später englischer Offiziere reorganisierte er zunächst das Heereswesen.
Abbas Mirza zog sich die Feindseligkeit des Klerus zu, indem er einige Iraner nach Europa zum Studium der Naturwissenschaft und Technik sandte, militärische Berater ins Land holte, und Pläne zur frühen Industrialisierung Persiens entwickeln ließ. Der Widerstand der islamischen Geistlichkeit verhinderte allerdings weitgehend die Umsetzung seiner Industrialisierungspläne.
Als 1804 ein Krieg mit Russland ausbrach, befehligte er die persische Armee, war aber nicht erfolgreich. Der von ihm für die alleinige Gegenleistung einer Unterstützung bei einer zukünftigen, jedoch nie stattgefundenen Thronbesteigung unterzeichnete Friede von Gulistan war mit Gebietsverlusten in Transkaukasien verbunden. Im Jahr 1821 unternahm er einen Krieg gegen die Türken, ging ohne Kriegserklärung über die Grenze und belagerte Bajesid; einer seiner Generale drang sogar bis Diyarbakır vor und machte dort große Beute. Doch gingen die Eroberungen bald wieder verloren.
Grenzstreitigkeiten führten zu einem weiteren Krieg mit Russland, in dem Abbas Mirza mehr durch persönliche Tapferkeit als durch Feldherrntalente glänzte. Der Friede von Turkmantschai (22. Februar 1828) schloss diese für Persien unheilvollen Unternehmungen ab. Abbas Mirza erhielt von der Königlichen Asiatischen Gesellschaft zu London ein Diplom als Ehrenmitglied. 1831 und 1832 bekämpfte er die Kurden von Chorasan.
Bevor er die Eroberung von Herat vollenden konnte, starb er im Oktober 1833 in Maschhad bei einer Epidemie. Er hinterließ 24 Söhne und 26 Töchter. Sein ältester Sohn Mohammed Mirza bestieg als Mohammed Schah 1834 den Thron von Persien.